# 왕이 죽었다, 국왕 만세!

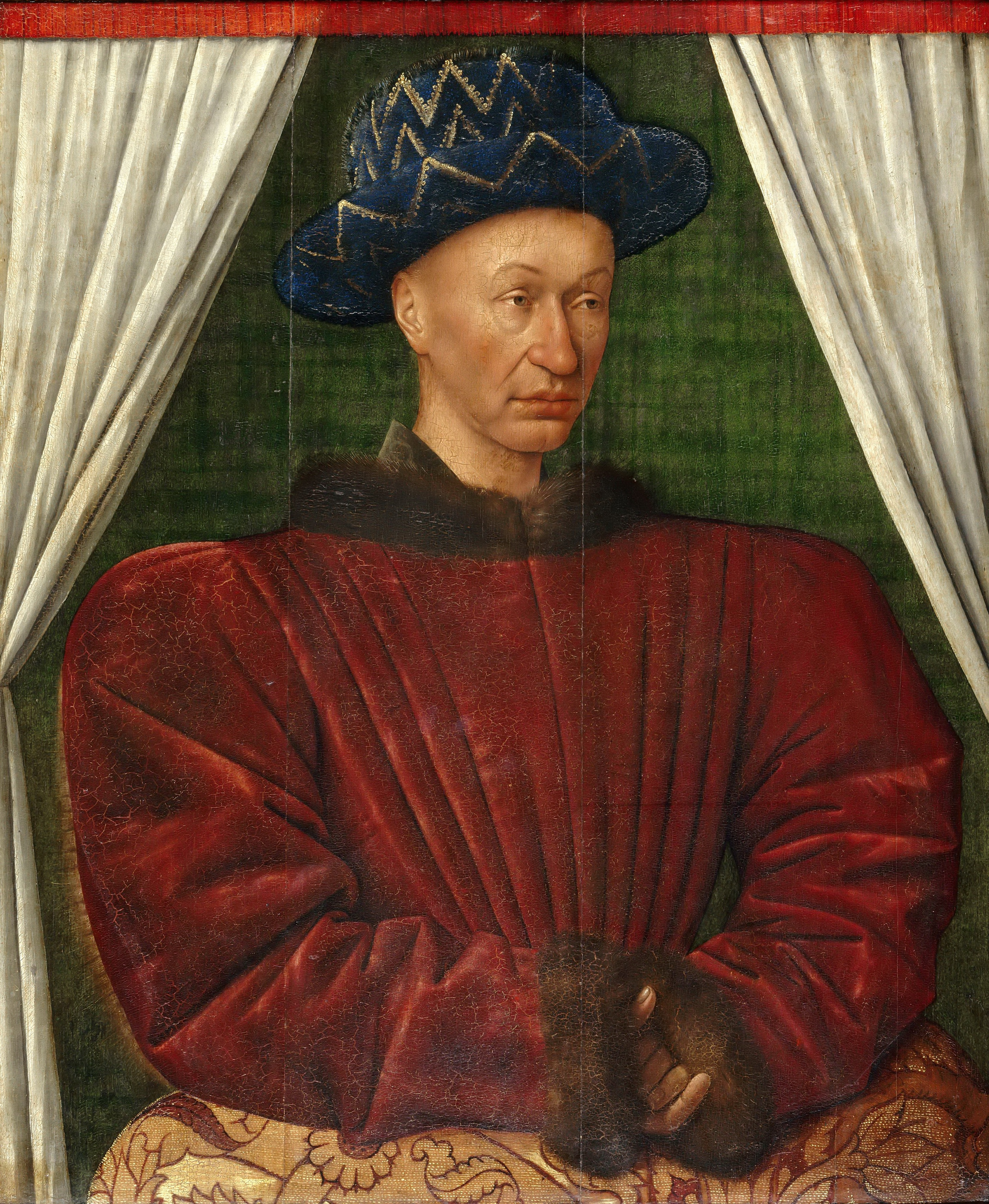
"왕이 죽었다, 국왕 만세!"라는 문구는 1422년 샤를 6세가 사망하면서 처음으로 선언되었으며, 그의 아들 샤를 7세(위에 표시된)가 프랑스의 왕임을 선언했다.

왕이 죽었다, 국왕 만세!(The king is dead, long live the king!)는 서양의 군주제 국가에서 선왕이 죽었을 때 선언하는 말이다.
1422년 프랑스 샤를 6세가 죽고 아들 샤를 7세가 즉위할 때 사용된 "Le roi est mort, vive le roi!"이 기원이다. 왕이 돌아가셨다. 새 왕은 만수무강 하소서. 이런 의미이다. 단순히 "long live the king!" "long live the king!" 군중들이 모여서 이렇게 계속 부르기도 한다. 동양에서는 "황제 폐하 만세!" 같은 말이다.